# در سرای مغان رفته بود و آب زده
غزلی با مطلعِ «در سرای مغان رفته بود و آب زده» غزل شمارهٔ ۴۲۱ از دیوانِ حافظ در تصحیحِ محمد قزوینی و قاسم غنی است.

## در دیگر آثار هنری
یکی از این نمونه‌های موفق تصویرگریِ دیوانِ حافظ، نسخه‌ای از دیوان است که به‌احتمال زیاد در حدودِ سال ۹۴۰ ه‍.ق برای سام میرزا مصوّر و کتابت شده‌است. این نسخه در میان موزهٔ جدید هنر اسلامی در قطر، موزهٔ هنر مِتروپولیتَن، دانشگاه هاروارد و موزهٔ هنری فاگ تقسیم شده و پیشتر نیز در مجموعهٔ کارتیه و سپس در  مجموعهٔ کری ولش نگهداری می‌شده‌است. نسخه در اصل دارای ۵ نگاره شامل بزم، بازی چوگان، مجلس وعظ، سرای پیر مُغان و عید فطر بوده‌است. امروزه محل نگهداری ۴ نگاره معلوم و نگارهٔ «بازی چوگان» نامعلوم است. نگارهٔ «مجلس سرای پیر مغان» بر مبنای غزلِ «درِ سرای مغان رُفته بود و آب زده / نشسته پیر و صلایی به شیخ و شاب زده» تصویر شده است. نقاش اثر سلطان محمد است. سلطان محمد به سبب آشنایی‌ای که با ادبیات فارسی و به‌ویژه با غزلیات حافظ داشت، توانست با خلق این اثر، «گوی توفیق» را از سایر نگارگران بِرُباید. او سرای مُغان را در این تصویر به‌صورت کوشکی دواشکوبه طراحی کرده‌است که با نردهٔ سرخ‌رنگی سرا را از باغی پُردرخت جدا می‌کند. او بدنهٔ کوشک را در این اثر با کاشی‌کاریِ رنگینی که طرح‌های هندسی نیز دارد، آراسته است. سه ردیف کاشی معرّقِ پهن و باریک با گل و برگِ ریز، بر رخبامِ کوشک دیده می‌شود. در شاه‌نشین اشکوبهٔ دوم، پیری با کتابی در دست و جامی در پیش‌رو، همه را به نوشیدن فرامی‌خواند. حافظ در ابیاتِ بعدیِ همین غزل، دربارهٔ ساکنانِ سرای مغان گفته‌است «سبوکشان همه در بندگیش بسته کمر / ولی ز تَرکِ کُلَه چتر بر سحاب زده». سلطان محمد نیز این بیت را با به‌تصویر کشیدن گروهی از سبوکشانِ پیر و جوان که به‌قول حافظ به «بندگی پیر» کمر بسته‌اند، در پیشگاه کوشکْ نشان داده‌است. بیت سوم این غزل «شعاع جام و قدح نور ماه پوشیده / عِذار مُغْبَچِگان راهِ آفتاب زده» است که به تعبیر او چهرهٔ مغبچگان راه نور خورشید را بسته‌است و «پرتو می» نیز نور ماه را پوشاند. در تصویر نیز مغبچگانی در غرفهٔ روبه‌روی پیر برای خدمت به او ایستاده‌اند. در غرفهٔ روبه‌روی پیر هم خدمتکاری در حال بالا کشیدن تُنگِ چینیِ آبی و سفیدی است. سلطان محمد با چیره‌دستی، بیت «گرفته ساغر عشرت فرشتهٔ رحمت / ز جرعه بر رخ حور و پری گلاب‌زده» را به تصویر کشیده‌است. «فرشتهٔ رحمت» در میان دیگر فرشتگان قدحی در دست و گلاب‌پاشی در پیش رویش دارد. بیت ششمِ غزل: «ز شور و عربدهٔ شاهدان شیرین‌کار / شکر شکسته سمن ریخته رباب‌زده» در پایین تصویر مصور شده‌است و پیر و جوان در حال سرمستی و خواب‌زدگی و پایکوبی و نیز نوازندگانی با چهره‌های متفاوت با دیگران دیده می‌شوند. ابیات بعدی این غزل، حول محورِ گفت‌وشنود حافظ با پیر مغان است که به‌تصویر کشیدنِ آن در این نگاره میسر نیست. در نسخهٔ کتابخانهٔ رضا در هند که کتابت‌شده در خراسان و به‌تاریخ ه‍.ق/۱۵۷۵ م و مصورشده به‌تاریخ اواخر سدهٔ ۱۰ و اوایل سدهٔ ۱۱ ه‍.ق (دورهٔ اکبر) نیز نگاره‌ای بر مبنای این غزل اثر فرخ بیگ موجود است.